# Gert Übeler
Gert Übeler (15 de marzo de 1957) es un deportista de la RDA que compitió en remo. Ganó cuatro medallas en el Campeonato Mundial de Remo entre los años 1978 y 1983.

## Palmarés internacional
| Campeonato Mundial | Campeonato Mundial        | Campeonato Mundial | Campeonato Mundial |
| Año                | Lugar                     | Medalla            | Prueba             |
| ------------------ | ------------------------- | ------------------ | ------------------ |
| 1978               | Cambridge (Nueva Zelanda) | Medalla de oro     | Dos con timonel    |
| 1979               | Bled (Yugoslavia)         | Medalla de oro     | Dos con timonel    |
| 1982               | Lucerna (Suiza)           | Medalla de plata   | Ocho con timonel   |
| 1983               | Duisburgo (RFA)           | Medalla de plata   | Ocho con timonel   |